# Jetmir Sefa
Jetmir Sefa (Tirana, 30 gennaio 1987) è un ex calciatore albanese, di ruolo centrocampista.

## Carriera

### Nazionale
Ha esordito con la maglia della Nazionale albanese nel 2009, in una partita amichevole.

## Statistiche

### Presenze e reti nei club
Statistiche aggiornate al 22 maggio 2015.
| Stagione          | Squadra           | Campionato        | Campionato | Campionato | Coppe nazionali | Coppe nazionali | Coppe nazionali | Coppe continentali | Coppe continentali | Coppe continentali | Altre coppe | Altre coppe | Altre coppe | Totale | Totale |
| Stagione          | Squadra           | Comp              | Pres       | Reti       | Comp            | Pres            | Reti            | Comp               | Pres               | Reti               | Comp        | Pres        | Reti        | Pres   | Reti   |
| ----------------- | ----------------- | ----------------- | ---------- | ---------- | --------------- | --------------- | --------------- | ------------------ | ------------------ | ------------------ | ----------- | ----------- | ----------- | ------ | ------ |
| 2005-2006         | KF Tirana         | KS                | 14         | 0          | CA              | 0               | 0               | -                  | -                  | -                  | -           | -           | -           | 14     | 0      |
| 2006-2007         | KF Tirana         | KS                | 21         | 0          | CA              | 0               | 0               | CU                 | 2                  | 0                  | -           | -           | -           | 23     | 0      |
| 2007-2008         | KF Tirana         | KS                | 13         | 3          | CA              | 0               | 0               | UCL                | 2                  | 0                  | SA          | 1           | 0           | 16     | 3      |
| 2008-2009         | KF Tirana         | KS                | 27         | 3          | CA              | 7               | 1               | -                  | -                  | -                  | -           | -           | -           | 34     | 4      |
| 2009-2010         | KF Tirana         | KS                | 31         | 3          | CA              | 3               | 0               | UCL                | 2                  | 0                  | SA          | 1           | 0           | 37     | 3      |
| 2010-2011         | Skënderbeu        | KS                | 17         | 1          | CA              | 3               | 0               | -                  | -                  | -                  | -           | -           | -           | 20     | 1      |
| 2011-2012         | Kastrioti         | KS                | 22         | 4          | CA              | 10              | 2               | -                  | -                  | -                  | -           | -           | -           | 32     | 6      |
| 2012-2013         | Bylis Ballsh      | KS                | 22         | 2          | CA              | 8               | 1               | -                  | -                  | -                  | -           | -           | -           | 30     | 3      |
| lug.-ago. 2013    | Skënderbeu        | KS                | 0          | 0          | CA              | 0               | 0               | UCL                | 3                  | 0                  | SA          | 0           | 0           | 3      | 0      |
| Totale Skënderbeu | Totale Skënderbeu | Totale Skënderbeu | 17         | 1          |                 | 3               | 0               |                    | 3                  | 0                  |             | 0           | 0           | 23     | 1      |
| 2013-2014         | Kastrioti         | KS                | 25         | 3          | CA              | 1               | 0               | -                  | -                  | -                  | -           | -           | -           | 26     | 3      |
| Totale Kastrioti  | Totale Kastrioti  | Totale Kastrioti  | 47         | 7          |                 | 11              | 2               |                    |                    |                    |             |             |             | 58     | 9      |
| 2014-gen. 2015    | Laçi              | KS                | 13         | 0          | CA              | 4               | 2               | UEL                | 4                  | 0                  | -           | -           | -           | 21     | 2      |
| gen.-giu. 2015    | KF Tirana         | KS                | 14         | 1          | CA              | 3               | 0               | -                  | -                  | -                  | -           | -           | -           | 17     | 1      |
| Totale KF Tirana  | Totale KF Tirana  | Totale KF Tirana  | 120        | 10         |                 | 13              | 1               |                    | 6                  | 0                  |             | 2           | 0           | 141    | 11     |
| 2015-2016         | Vllaznia          | KS                | 0          | 0          | CA              | 0               | 0               | -                  | -                  | -                  | -           | -           | -           | 0      | 0      |
| Totale carriera   | Totale carriera   | Totale carriera   | 219        | 20         |                 | 39              | 6               |                    | 13                 | 0                  |             | 2           | 0           | 273    | 26     |

### Cronologia presenze e reti in Nazionale
| Cronologia completa delle presenze e delle reti in nazionale ― Albania | Cronologia completa delle presenze e delle reti in nazionale ― Albania | Cronologia completa delle presenze e delle reti in nazionale ― Albania | Cronologia completa delle presenze e delle reti in nazionale ― Albania | Cronologia completa delle presenze e delle reti in nazionale ― Albania | Cronologia completa delle presenze e delle reti in nazionale ― Albania | Cronologia completa delle presenze e delle reti in nazionale ― Albania | Cronologia completa delle presenze e delle reti in nazionale ― Albania |
| Data                                                                   | Città                                                                  | In casa                                                                | Risultato                                                              | Ospiti                                                                 | Competizione                                                           | Reti                                                                   | Note                                                                   |
| ---------------------------------------------------------------------- | ---------------------------------------------------------------------- | ---------------------------------------------------------------------- | ---------------------------------------------------------------------- | ---------------------------------------------------------------------- | ---------------------------------------------------------------------- | ---------------------------------------------------------------------- | ---------------------------------------------------------------------- |
| 12-8-2009                                                              | Tirana                                                                 | Albania                                                                | 6 – 1                                                                  | Cipro                                                                  | Amichevole                                                             | -                                                                      | 76’                                                                    |
| 14-11-2009                                                             | Tallinn                                                                | Estonia                                                                | 0 – 0                                                                  | Albania                                                                | Amichevole                                                             | -                                                                      | 88’                                                                    |
| Totale                                                                 |                                                                        | Presenze                                                               | 2                                                                      |                                                                        | Reti                                                                   | 0                                                                      |                                                                        |

## Palmarès

### Club

#### Competizioni nazionali
- Supercoppa d'Albania: 3

Tirana: 2006, 2007, 2009
- Campionato albanese: 3

Tirana: 2006-2007, 2008-2009
Skënderbeu: 2010-2011